# Buddleja axillaris
Buddleja axillaris là một loài thực vật có hoa trong họ Huyền sâm. Loài này được Willd. ex Roem. & Schult. mô tả khoa học đầu tiên năm 1818.